# Speocera naumachiae
Speocera naumachiae är en spindelart som beskrevs av Brignoli 1980. Speocera naumachiae ingår i släktet Speocera och familjen Ochyroceratidae.
Artens utbredningsområde är Thailand. Inga underarter finns listade i Catalogue of Life.